# Thijs Römer
Thijs Römer (Amesterdã, 26 de julho de 1978) é um ator, produtor e roteirista holandês. Ele recebeu o Prêmio Bezerro de Ouro por sua atuação no filme 05/06 (2004). Em 8 de agosto de 2023, Römer foi condenado a três meses de prisão por crimes sexuais contra com três meninas menores de idade, bem como posse de pornografia infantil.

## Vida pessoal
Römer casou-se em 2006 com a atriz Katja Schuurman, que conheceu no set da série de TV Medea. Em 2015, eles se divorciaram. Em 2019, Römer casou-se com a bailarina Igone de Jongh. Em janeiro de 2023, ela anunciou no Instagram que havia terminado com o relacionamento.

## Filmografia parcial
| Ano  | Título                                           | Papel                        | Nota(s) |
| ---- | ------------------------------------------------ | ---------------------------- | ------- |
| 2019 | F*ck Love                                        | Jim                          |         |
| 2018 | Holiday                                          |                              |         |
| 2018 | Spider-Man: Into the Spider-Verse                | Peter B. Parker/Homem-Aranha | Voz     |
| 2018 | Dik Trom                                         | Dolf                         |         |
| 2013 | Daylight                                         | Benschop                     |         |
| 2012 | Family Way                                       |                              |         |
| 2009 | Stella's oorlog                                  | Sander                       |         |
| 2007 | Blind Date                                       |                              |         |
| 2007 | Kapitein Rob en het Geheim van Professor Lupardi | Kapitein Rob                 |         |
| 2006 | Keep Off                                         | Diretor                      |         |
| 2004 | 06/05                                            |                              |         |